# Czuwaj Przemyśl
Czuwaj Przemyśl – polski wielosekcyjny klub sportowy z siedzibą w Przemyślu.

## Historia
Chronologia nazw
- 1918 – Harcerski Klub Sportowy Czuwaj
- 1922 – pierwsze walne zgromadzenie
- 1947 – Kolejowy Klub Sportowy Kolejarz
- 1955 – Kolejowy Klub Sportowy Czuwaj

Klub sportowy Czuwaj został założony przez harcerzy z Gimnazjum im. Kazimierza Morawskiego w Przemyślu wiosną 1918.
27 maja 1928 obchodzono 10-lecie istnienia HKS Czuwaj Przemyśl. Do 3 stycznia 1929 funkcję prezesa zarządu HKS Czuwaj Przemyśl pełnił Edward Tadla, nowym prezesem wybrany został wówczas Edward Lech (wiceprezesem pozostawał por. Kazimierz Rolewicz). 23 marca 1930 prezesem zarządu został wybrany Antoni Trella, a jego zastępcą dr Stefania Kostrzewska.
W sezonie ligi okręgowej Lwowskiego OZPN 1938 Czuwaj zajął 13. miejsce na 14 uczestników i został zdegradowany do A-klasy. Po zakończeniu sezonu protest złożyły władze Czuwaju w związku z grą nieuprawnionego zawodnika Pogoni Stryj, co nie mogło już uniknąć degradacji wskutek przywrócenia dwóch punktów Koronie Sambor. Tuż po spadku do A-klasy w sierpniu 1938 przypadła 20 rocznica powstania klubu.
W 1958 obchodzono 40-lecie klubu. W ramach obchodów piłkarska drużyna Czuwaju pokonała w meczu towarzyskim przebywający w Polsce szwedzki zespół JIKG ze Sztokholmu 5:1. W tym roku klub zrzeszał ponad 2 tys. członków, w tym 600 zawodników trenujących i startujących w 16 sekcjach. Wśród nich były: piłka nożna, piłka ręczna, hokej na lodzie, koszykówka, lekkoatletyka, pływanie, gimnastyka, tenis ziemny, sport motocyklowy. Ponadto w latach 50. działały sekcje łucznictwa, tenisa stołowego, pięściarstwa. Pod koniec lat 50. Czuwaj należał do Federacji Sportowej „Kolejarz”.
Do lat 50. w zniszczeniu spowodowanym wojną i wylewami Sanu pozostawał stadion klubu, który przez lata usiłowano odbudować. W 1959 roku przez sześć miesięcy pozostawał zamknięty z uwagi na prace remontowe, po czym 16 sierpnia 1959 na odnowionym stadionie klubu rozegrano derby Przemyśla, w których Czuwaj pokonał Polonię 2:0. W tym czasie modernizowano i rozwijano także inną infrastrukturę sportową Czuwaju w otoczeniu stadionu.
26 października 1968 odbyły się obchody 50-lecia klubu, a w październiku 1988 obchody 70-lecia. 18 maja 1991 bp Stefan Moskwa poświęcił sztandar klubu i stadion Czuwaju, który nazwano imieniem mjr. Mieczysława Słabego, na cześć którego odsłonięto tablicę pamiątkową. W 1999 podczas walnego zgromadzenia ilością 25:21 głosów zlikwidowano klub. Następnie został reaktywowany przez inne stowarzyszenie pod nazwą Klub Sportowy Czuwaj.

## Prezesi
Od 1925 prezesem klubu był Julian Kolankowski. Na wiosnę 1937 prezesem został wybrany dr Szczepan Kreiżarek. Przed 1939 prezesem Czuwaju był dr Tadeusz Miszczak.